# پرافیتا
پرافیتا (به اسپانیایی: Perafita) یک شهرستان در اسپانیا است که در بارسلون واقع شده‌است.